# 迫害
迫害是个人或群体对另一个个人或群体施行的系统性虐待。最常见的迫害形式包括宗教迫害、种族歧视和政治迫害。这些迫害行为可能表现为造成痛苦、骚扰、囚禁、拘留或恐惧等。然而，并非所有痛苦都被视为迫害。关于行为需要达到何种严重程度才能构成迫害，这一问题在许多讨论中备受关注。

## 国际法律
根据纽伦堡原则，危害人类罪属于国际法律。纽伦堡原则六规定：
違反國際法應受處罰的罪行是：……
（三） 反人道罪
對任何平民居民進行謀殺、生物實驗、放逐和其他非人道行為，或基於政治、種族、宗教背景的迫害，而此類行為已實施或此類迫害已執行或此類行為與任何反和平罪或任何战争罪相關聯的。
国际刑事法院的《罗马规约》有109个缔约国，它在第7.1条定义危害人类罪。本条规定“广泛或有系统地针对任何平民人口进行的攻击中，在明知这一攻击的情况下，作为攻击的一部分而实施的”行为为犯罪，包括：
8. 基于政治、种族、民族、族裔、文化、宗教……，或根据公认为国际法不容的其他理由，对任何可以识别的团体或集体进行迫害，而且与任何一种本款提及的行为[如谋杀、灭绝、奴役、驱逐出境、监禁、酷刑、性暴力、种族隔离罪和其他不人道行为]或任何一种本法院管辖权内的犯罪结合发生

## 方式
迫害可能是無意的（壓迫者可能是在無意間進行迫害），亦不限於政府所作的行動。迫害者對不同對象亦會進行不同程度的迫害，常用的迫害手段包括抹黑、妖魔化、媒體暴力、代罪羔羊、黑名單、監禁、投毒餵藥等等。

## 相关文化
殖民主義、帝國主義、保守主義、獨裁主義、極端主義和極權主義都是歷史上與迫害相關連的思想或政治制度。

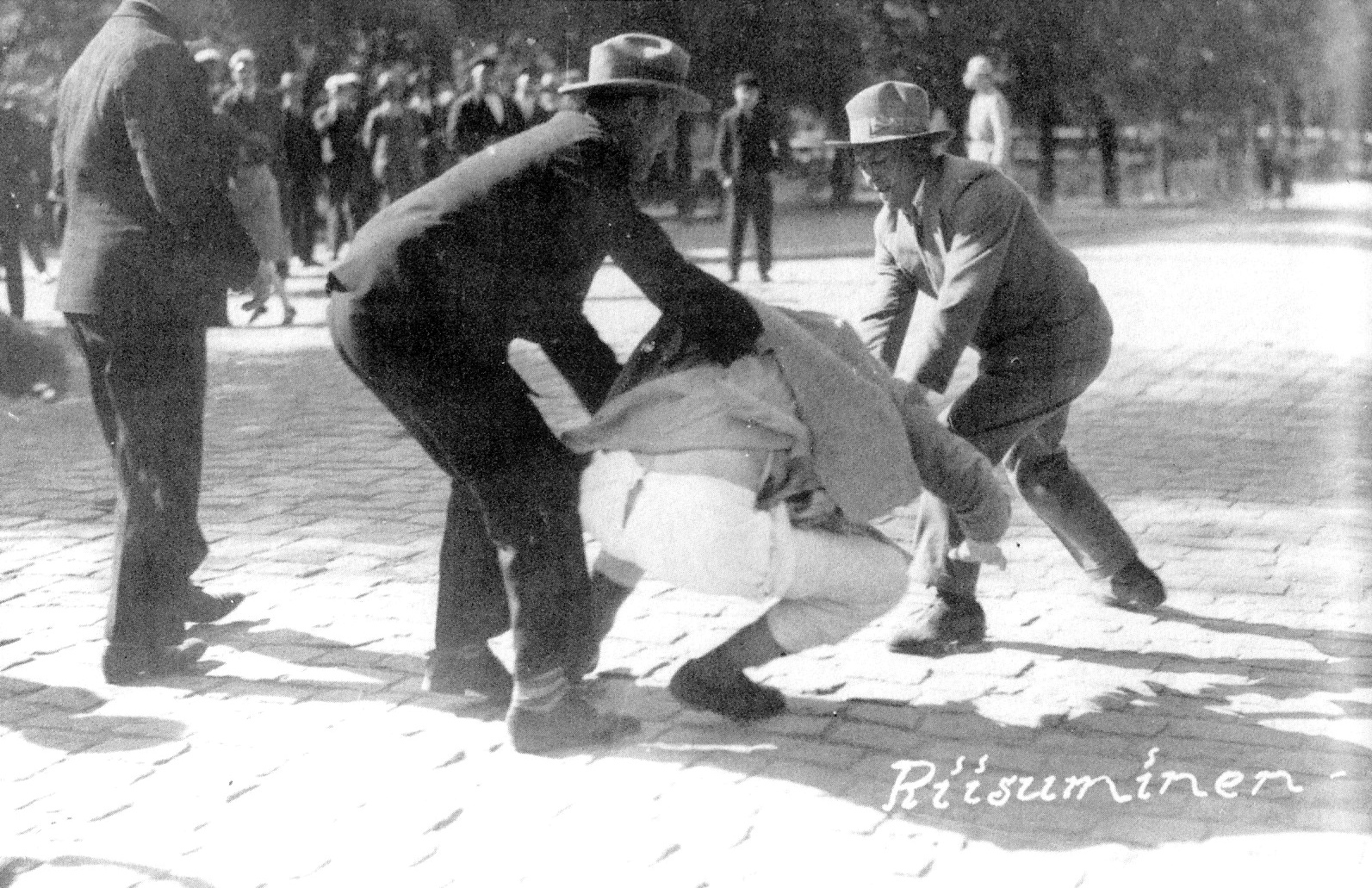
1930年6月4日，芬兰瓦萨，右翼拉普亚运动成员在瓦萨骚乱中袭击了一名前红色军官和共产主义报纸出版商。

## 宗教迫害
宗教迫害是指由于个人或群体的宗教信仰而对其进行的系统性虐待。不仅是世俗化的理论家(他们假设宗教总体上会下降)会心甘情愿地认为宗教迫害已经成为过去。然而，随着原教旨主义和宗教相关恐怖主义的兴起，这一假设变得更加有争议。事实上，在当今世界的许多国家，宗教迫害是一个人权问题。

### 无神论者
无神论者在他们的整个历史中都经历了迫害。迫害可以指不正当的逮捕、监禁、殴打、酷刑或处决。它还可以指没收或销毁财产。

### 巴哈伊信徒
对巴哈伊信仰的迫害是指各国对巴哈伊信仰(Baháʼís)的宗教迫害，特别是在伊朗,拥有世界第七多巴哈伊信徒，截至2010年仅略高于251,100人。  Baháʼí信仰起源于伊朗，代表着该国最大的宗教少数派。

### 佛教徒
迫害佛教徒在整個佛教史中一直是一種普遍現象，這種現象至今仍在繼續。早在公元3世紀，佛教徒就受到萨珊帝国琐罗亚斯德教大祭司的迫害。 
公元5世紀至10世紀唐朝的反佛教情緒導致了“中国四次佛教迫害”，其中845年的三武灭佛可能是最嚴重的。然而，佛教設法在中國生存了下來，但它被大大削弱了。
1926年北伐战争期间，穆斯林将领白崇禧在广西率领部队開展了一場捣毁寺庙、砸碎神像的運動，將寺庙改建成学校和国民党党部。在国民党对青海的绥靖期間，穆斯林將軍马步芳和他的軍隊在青海東北部和東部消滅了許多藏传佛教教徒，並摧毁了藏传佛教寺庙。
穆斯林入侵印度次大陆是對印度次大陆的第一次大入侵。根據威廉·約翰斯頓的說法，12世紀和13世紀，數百座佛教寺廟和神殿被摧毀，佛教文獻被穆斯林軍隊焚燒，僧侶和尼姑在印度河-恒河平原被殺害。那烂陀的佛教大學因校園有圍牆而被誤認為是堡壘。根據米哈吉·西拉杰·朱兹贾尼的說法，被屠殺的佛教僧侶被誤認為是婆罗门人（Brahmin）。這座有城牆的城鎮奧丹塔普里的修道院也被他的軍隊摧毀。根據松巴的描述，他的記載基於1200年時在摩揭陀國的Śākyaśrībhadra，他指出奧丹塔普里和維克拉姆希拉的佛教大學建築群也被摧毀，僧侶們被屠殺。
穆斯林部队多次袭击印度次大陆西北部地区。  许多地方被摧毁并重新命名。例如，奧丹塔普里的寺廟在1197年被穆罕默德·本·巴赫蒂亚尔·基尔吉摧毀，該鎮被重新命名。 同樣，維克拉姆希拉在1200年左右被穆罕默德·本·巴赫蒂亚尔·基尔吉的軍隊摧毀。 神聖的摩哈菩提寺幾乎完全被穆斯林入侵者摧毀。
许多佛教僧侣逃往尼泊尔、西藏和南印度，以躲避战争的后果。西藏朝圣者查巴爾(1179-1264)于1234年抵达印度， 不得不多次逃离前进的穆斯林军队，因为他们洗劫了佛教遗址。
在日本，明治維新（始於1868年）期間的「廢佛毀釋」是由官方的神道與佛教（或稱神佛分離）政策引發的事件。這一政策對日本佛教造成了巨大的破壞，全國范圍內的佛教寺廟、佛像和文獻都遭到大規模破壞，佛教僧侶被迫回歸世俗生活。
在孟加拉國的2012年Ramu事件中，一支25,000人的穆斯林暴徒在看到一張據稱被褻瀆的古蘭經照片後，縱火焚燒了該鎮至少五座佛教寺廟和數十座房屋，他們聲稱這張照片是當地一名佛教男子烏塔姆·巴魯阿（Barua）在Facebook上發布的。

### 基督徒

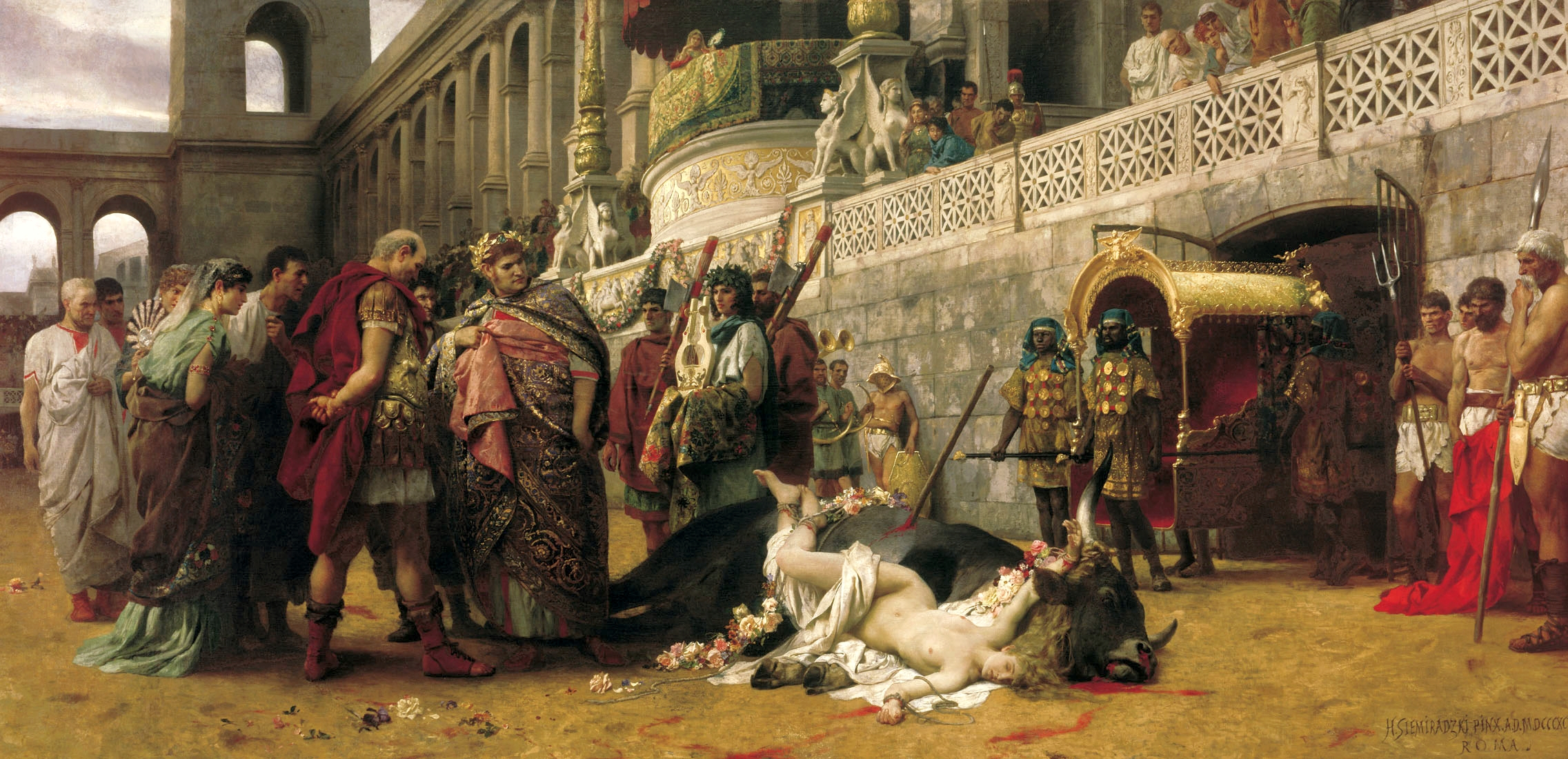
《基督教的狄耶刻》是由亨利克·谢米拉茨基（Henryk Siemiradzki）创作的。在这幅画中，一位基督教女性在涅羅統治下以狄耶刻神话的再現中殉道（亨利克·谢米拉茨基绘，1897年，华沙国立博物馆）。

基督徒遭受宗教迫害是因為他們公開信仰基督教而可能面臨的一種迫害，這在歷史上和現代都有發生。早期基督徒因其信仰而受到猶太人和統治早期基督教傳播地區大部分土地的羅馬帝國的迫害。在公元4世紀初，基督教被《米蘭敕令》合法化，最終成為羅馬帝國的國教。
基督教傳教士以及他們轉信基督教的人多次成為迫害的對象，甚至為信仰而殉道。
還有基督教不同教派在歷史上受到其他基督徒的迫害的歷史，特別是在16世紀的宗教改革和中世紀時，一些被教宗視為異端的基督教團體受到了迫害。
在20世紀，基督徒受到各種團體以及無神論國家（如蘇聯和北韓）的迫害。在第二次世界大戰期間，德國的許多基督教教會成員因抵抗納粹意識形態而受到迫害。
在近年來，基督教傳教組織Open Doors（英國）估計有1亿基督徒面临迫害，特别是在穆斯林占主导地位的国家，如巴基斯坦和沙特阿拉伯。 根據國際人權協會的數據，高達80%的所有迫害行為都針對基督教信仰的人。

#### 耶稣基督后期圣徒教会(摩门教)
密蘇里滅族令迫使摩門教徒遷往伊利諾伊州。這發生在西德尼·瑞格登發表七月四日演講後，演講表達了摩門教徒將捍衛生命和財產的意願，但這一言論受到州政府的批評。
密蘇里州民兵部隊在現今被稱為豪恩斯磨坊大屠殺的事件中屠殺了摩門教徒。他們被迫從該州驅逐，導致一百多人死於曝露、飢餓和相應的疾病。教會創始人約瑟夫·史密斯在伊利諾伊州卡薩奇被約200名男子的暴民殺害，其中幾乎全部是伊利諾伊州民兵的成員，包括一些被派去保護他的民兵成員。摩門教徒經歷了柏油和羽毛的折磨，他們的土地和財產屢次被奪走，遭受了襲擊、虛假監禁，美國派遣軍隊前往犹他解决“摩門問題”，在犹他战争中，由約翰·D·李（John D. Lee）領導的一群摩門教徒在山谷屠殺了定居者，這就是山谷屠殺事件。

#### 耶和华见证人
纵观耶和华见证人的历史，他们的信仰、教义和做法争议以及来自地方政府、社区和主流基督教团体的反对。

### 德鲁兹人

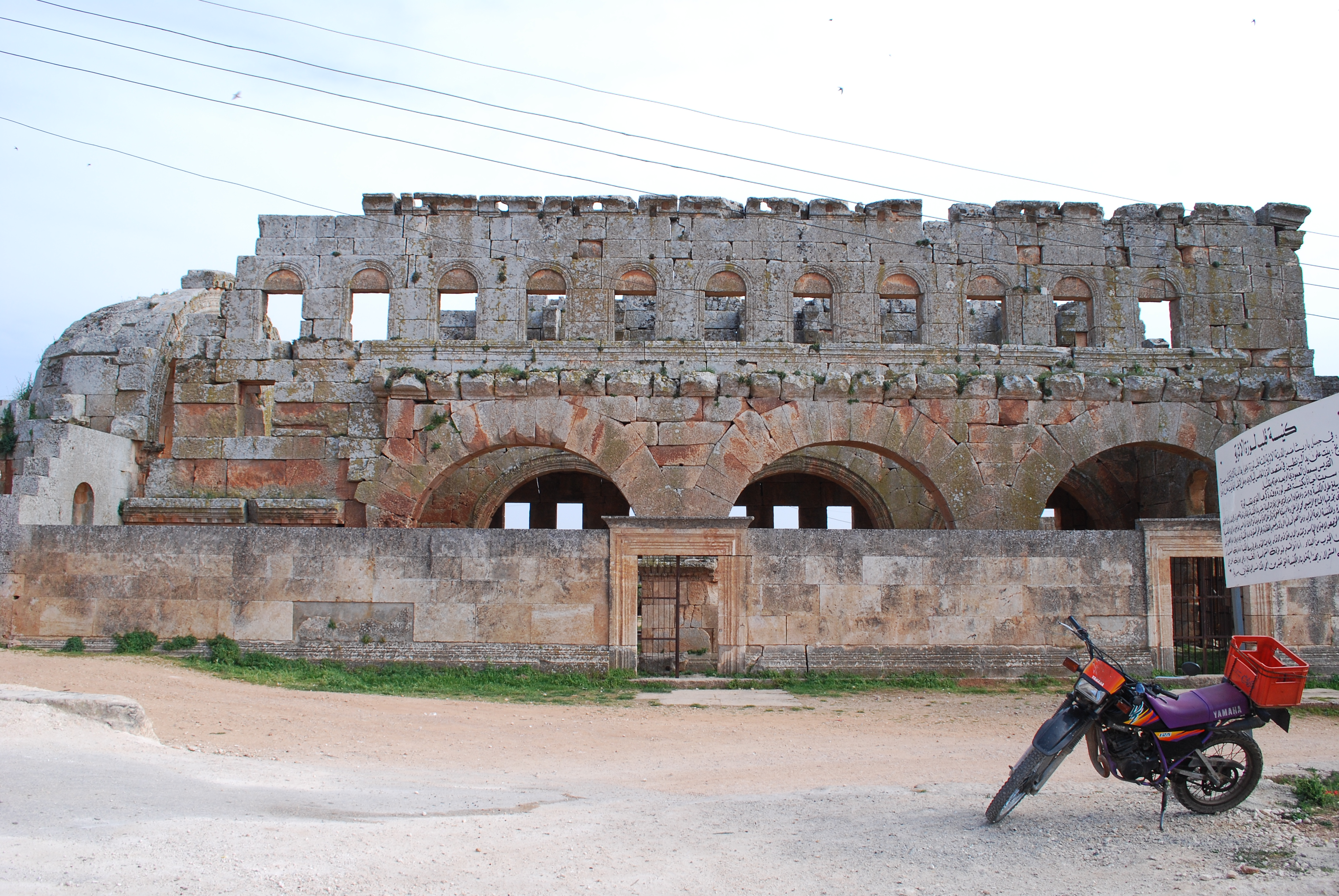
洛泽堡(Qalb Loze)事件发生在2015年6月，杰哈德组织努斯拉阵线在那里对德鲁兹教徒进行了屠杀。

歷史上，德魯茲（Druze）教徒和穆斯林之間的關係常常被激烈的迫害所特徵。 德魯茲教徒的信仰通常被歸類為伊斯邁利派的一個分支。儘管這一信仰最初起源於伊斯瑪伊利伊斯蘭教，但大多數德魯茲教徒不認同為穆斯林 ，也不接受伊斯蘭的五大支柱。德魯茲教徒經常在不同的穆斯林政權下遭受迫害，如什葉派法蒂瑪王朝、馬木留克、遜尼派奧斯曼帝國和埃及埃亞勒特。 對德魯茲教徒的迫害包括大屠殺、摧毀德魯茲祈禱場所和聖地，以及強迫改信伊斯蘭。 在德魯茲教徒的敘述中，這些不是普通的謀殺，而是旨在根除整個社區的行動。最近，始於2011年的敘利亞內戰中，德魯茲教徒遭到伊斯蘭極端主義者的迫害。
穆斯林學者伊本·提米亞曾是一位著名的伊斯蘭法學家，他否定了德魯茲教徒的穆斯林身份。他的法律裁定指出，德魯茲教徒“不屬於『經典之民』（People of the Book），也不是『多神論者』（polytheists）。相反，他們是最邪惡的『不信道者』... 他們的婦女可以被視為奴隸，他們的財產可以被沒收...每當找到他們時都應當殺死，並咒罵他們，如他們所描述的那樣...應當殺死他們的學者和宗教人物，以防止他們誤導他人” ，這在那個情境下將合法化對他們的叛教者進行暴力行為。 奥斯曼帝国通常依賴伊本·提米亞的宗教裁定來合理化對德魯茲教徒的迫害。

### 琐罗亚斯德教徒

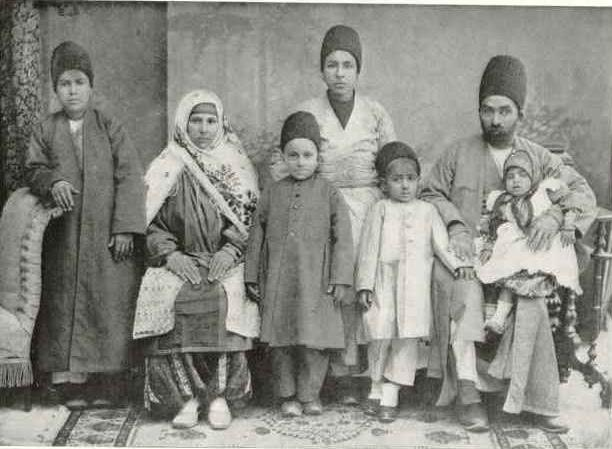
1910年左右，伊朗的一个琐罗亚斯德教家庭。

對於拜火教徒的迫害是對拜火教信徒所施加的宗教迫害。這種迫害貫穿了拜火教的歷史。歧視和騷擾始於零星的暴力和強迫轉化。回教徒被記錄為摧毀了拜火寺廟。生活在回教統治下的拜火教徒被要求支付一種稱為吉茲亞的稅項。
拜火教的崇拜場所被褻瀆，火寺被摧毀，而在它們的地方建造了清真寺。許多圖書館被焚毀，他們的文化遺產大部分丟失。逐漸地，通過制定越來越多的法律來規範拜火教徒的行為並限制他們參與社會的能力。隨著時間的推移，對拜火教徒的迫害變得更加普遍，信徒的人數因迫害而大幅減少。
由於伊斯蘭教徒的追求和歧視，大多數人被迫改變信仰。一旦一個拜火教徒家庭被迫改變信仰成為伊斯蘭教徒，他們的孩子就會被送到伊斯蘭學校學習阿拉伯語和研究伊斯蘭教的教義，因此一些人失去了他們的拜火教信仰。然而，在薩曼尼德王朝統治下，一些皈依伊斯蘭教的拜火教徒，波斯語言得以繁榮。在某些情況下，拜火教神職人員協助回教徒襲擊他們認為是拜火教異教徒的人。
一位名為穆拉·古什塔斯普的拜火教占星師預測了克爾曼的贊德王朝將被卡亞爾軍隊推翻。由於古什塔斯普的預測，克爾曼的拜火教徒得以倖免於阿卜哈·穆罕默德·哈桂·卡亞爾的征服軍的攻擊。儘管有上述令人滿意的事件，但在卡亞爾王朝統治期間，拜火教徒仍然遭受折磨，他們的人口繼續下降。甚至在王朝創始人阿卜哈·穆罕默德·哈桂的統治下，仍有許多拜火教徒被殺害，一些人被作為俘虜帶到阿塞拜疆。拜火教徒將卡亞爾時期視為他們最糟糕的時期。 在卡亞爾王朝統治期間，對拜火教徒的宗教迫害非常猖獗。由於與有影響力的巴爾西慈善家（如馬內克吉·林姆吉·哈塔里亞）接觸增多，許多拜火教徒離開伊朗前往印度。在那裡，他們形成了第二大印度拜火教社區，被稱為伊朗人。

### 新兴宗教

#### 法轮功
然而，部分宗教组织被认为是反对政府的力量，导致政府采取了一系列的镇压措施。在反右运动（1950年代至1960年代初）和文化大革命（1966-1976）期间，会道门成员被视为右派分子，受到政治迫害和打压。法輪功是由李洪志於1992年在長春向公眾介紹的。在接下來的幾年裡，法輪功成為中國歷史上發展最快的氣功練習方法，到1999年時，有數百萬名練功者。在廣受歡迎的七年後，1999年7月20日，中華人民共和國政府開始對法輪功練習者發起全國性的鎮壓運動，除了在香港和澳門這兩個特別行政區域之外。 1999年底，中國政府制定了禁止“異端宗教”的法律，並追溯地適用於法輪功。 國際特赦組織稱這種迫害是“出於政治動機”，使用“追溯適用法律來對人們進行出於政治動機的指控，並制定新的法規進一步限制基本自由”。

#### 會道門
“会道门”是“会门”与“道门”的合称。会道门形成于明朝中晚期，清朝获得发展，中华民国时期兴盛，组织名目达到数百种。會道門涵蓋多個流派，經常被官方視為異端邪教。元明時期被稱為“左道亂正之術”、“邪黨”，清代正式採用“邪教”一詞，強調“嚴查處邪教惑眾”，規定嚴厲治罪。中华民国国民政府称之为“道会门”或“邪教”；在解放区最初称之为“道门”和“会门”；建國後，中國政府采取強硬手段，使得“會道門”組織的成員被迫放棄傳教活動，或是轉入地下傳教，甚至有的被迫流亡海外，以流亡台灣者居多。在中國大陸，一部分組織演變成為反對當局的組織，其中一贯道是规模及影响最大的组织之一。在反右运动（1950年代至1960年代初）和文化大革命（1966-1976）期间，会道门成员被视为右派分子，受到政治迫害和打压。
近年來，中國政府實施針對非官方批准的宗教組織的鎮壓包括了對各種會道門組織的打壓。陆委会证实，有携带素食宣传书籍入中國境內被判刑关押案例。自由时报报道，一些在中国发展的台商具有一贯道背景。中国对台湾一贯道的组织监控開始加强。

## 种族
種族迫害指的是基於種族的感知迫害。其含義與種族主義（基於種族）相似。盧旺達種族滅絕仍然是土生土長的胡圖族和圖西族人民認為是不可原諒的暴行。日本對中國的侵略導致了數百萬人的死亡，主要是在二戰初期的杜立特突擊之後被謀殺的農民。

### 亚述人
由於亞述人接受了基督教信仰和種族，自採納基督教以來，他們一直受到迫害。在雅兹代格爾德一世統治期間，波斯的基督徒被視為潛在的羅馬陰謀分子，因此受到迫害，同時，他們推動尼斯提林基督教，作為羅馬教會和波斯教會之間的緩衝區。在雅兹代格爾德二世統治期間，對基督徒的迫害和試圖強制實行琐罗亚斯德教仍在繼續。
在成吉思汗和帖木兒統治時期，有成千上萬的亞述人被無差別屠殺，亞述人在伊朗西北部、中部和北部的人口被摧毀。
自19世紀以來的更近期的迫害包括巴德爾汗大屠殺、第亞巴克爾大屠殺（1895年）、阿達納大屠殺、亞述種族滅絕、西美萊大屠殺和阿納菲爾行動。

### 德国人
德裔德國人的歷史迫害和反德情緒都有兩個原因：人們認為德國人口，無論事實如何，與納粹或威廉二世等德國民族主義政權有聯繫。這在第一次世界大戰時期美國對德國人的迫害中是事實，在二戰後期歐洲戰區結束後，也是在東歐和中歐。雖然許多這些迫害的受害者實際上與這些政權無任何聯繫，但德國少數族裔組織與納粹政權的合作已經發生，例如塞尔布斯特舒茨（Selbstschutz）的例子，這仍然被用作針對那些未屬於這些組織的人的敵意的藉口。二戰後，許多德意志人被殺害或被驅逐出家園，是報復行動的一部分，還有一些在被吞併的國家的土地上被殺害或被驅逐，這些土地在被吞併前是其他國家的公民所居住。在其他情況下（例如俄羅斯、愛沙尼亞或羅馬尼亞和巴爾幹地區的Transylvanian（Siebenbürgen）德裔少數族裔的情況），迫害是針對那些並未與納粹合作的無辜社區所犯下的罪行。

### 犹太人

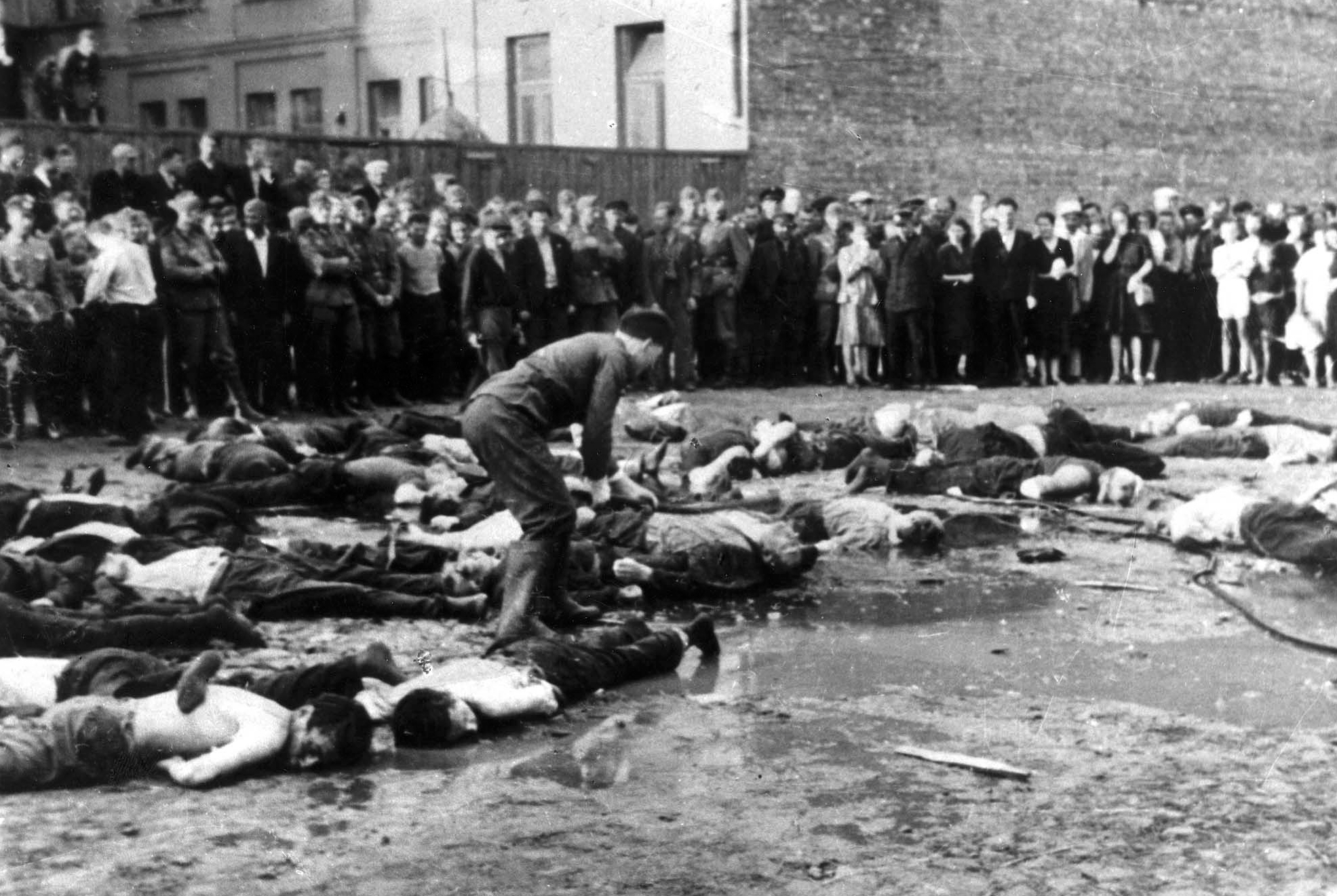
1941年6月在德国占领的立陶宛的考纳斯大屠杀

迫害犹太人是贯穿犹太历史的一个反复出现的现象。它曾多次发生在完全不同的地理位置。它可能包括大屠杀、掠夺和拆毁犹太人私人和公共财产(例如，水晶之夜（Kristallnacht）（1938年11月910日的夜晚，纳粹分子在德国和奥地利针对犹太人及其财产实施的统一暴力行动）、无理逮捕、监禁、酷刑、杀戮，甚至大规模处决(仅在第二次世界大战中，大约有600万人因为他们是犹太人而被故意杀害)。他们被被驱逐出了自己的家乡/国家，希望在其他政体中找到安全的避风港。最近，反犹太主义者经常表现反犹太主义，反犹太复国主义是对犹太人争取自决和犹太人在以色列国建立家园的权利的偏见。反犹太复国主义可以包括威胁要摧毁以色列国(或以其他方式消除其犹太特征)、对以色列在世界上的权力的毫无根据和不准确的描述，以及将以色列置于与其他国家不同的标准的语言或行动。

### 哈扎拉族
中阿富汗的哈扎拉人在歷史上的不同時期一直受到阿富汗統治者的迫害。自2001年的9/11悲劇以來，這個位於巴基斯坦西南部城鎮奎達的哈扎拉社區一直受到遜尼派穆斯林恐怖分子的襲擊，奎達是約50萬哈扎拉人的故鄉，他們逃離了邻近的阿富汗，這些恐怖分子造成了2400多名男女老幼的死傷，其中拉什卡雷贾汗维（Lashkar-e-Jhangvi）聲稱對大多數針對該社區的襲擊負責。因此，許多人紛紛逃離該國，尋求庇護，其中許多人前往澳大利亚。

### 罗姆人
反羅姆主義是針對羅姆人作為一個民族群體，或被視為具有羅姆血統的人的敵意、偏見、歧視或種族主義。
波拉尤摩斯是納粹德國政府及其盟友在第二次世界大戰期間對歐洲羅姆尼人（吉普賽人）實施的一場計劃和企圖，通常被描述為種族滅絕。在阿道夫·希特勒統治下，1935年11月26日頒布的《紐倫堡法》的一項補充法令，將吉普賽人定義為「種族國家的敵人」，與猶太人相同的類別。因此，歐洲羅姆人的命運在某種程度上與猶太人的命運相似。歷史學家估計，納粹及其合作者殺害了22萬到50萬羅姆人，佔當時歐洲約100萬羅姆人的25%以上。 伊恩·汉考克估计死亡人数高达150万。

### 罗辛亚人
聯合國人權首席譴責緬甸對羅興亞少數族裔的明顯「系統性攻擊」，警告稱似乎正在進行「種族清洗」。逃離緬甸北部若開邦的羅興亞穆斯林描述了軍方襲擊的殺戮、炮擊和縱火，具有「種族清洗」行動的所有特徵，國際人權觀察表示。「羅興亞難民講述了逃離緬甸軍隊襲擊並目睹他們的村莊被摧毀的可怕經歷」，南亞主任米娜克西·甘古利表示。「針對武裝團體的合法行動不應包括將當地居民趕出家園。」 

### 斯里兰卡泰米尔人
對於斯里蘭卡泰米爾人的廣泛攻擊表現為全島範圍的種族暴動，包括1958年的反泰米爾大屠殺和黑七月暴動。進一步的迫害包括謀殺、有目標的強姦和綁架。雖然之前大多數泰米爾人要求建立一個獨立的國家，但到了1983年，對抗僧伽羅極端分子的武裝鬥爭開始升級，最終形成了泰米尔伊拉姆猛虎解放组织。

### 维吾尔族
在20世紀，維吾爾人和其他突厥民族在現今新疆（被獨立活動人士稱為東突厥斯坦）宣布了兩個短暫的東突厥斯坦共和國。1949年末，該地區和中國的其他地方都被中華人民共和國控制。
維吾爾活動人士團體表示，對中國政府的憤怒是由多年的國家支持的壓迫和歧視引起的。2017年，中國開始對新疆地區進行大規模鎮壓，將其解釋為對新疆發生零星恐怖襲擊的反恐運動。  學者們估計，中國政府在拘禁營（也稱為再教育營）中拘留了超過一百萬維吾爾人，以便使其遠離宗教並漢化他們（同化到中國文化中）。 該政策的批評者將其描述為新疆的漢化，他們還將其稱為文化滅絕甚至種族滅絕 ，而一些外國政府、活動人士、獨立的非政府組織、人權組織、學者、政府官員和東突厥斯坦流亡政府將其視為種族滅絕。

## 政治迫害
政治迫害，或政治压迫（英语：Political persecution，Political press）是国家实体出于政治原因，特别是为了限制或阻止公民参与社会政治生活的能力，从而降低他们在公民同胞中的地位的目的，对公民进行武力控制的行为。

## 人群

### LGBT（性少数群体）
LGBT是女同性戀者、男同性戀者、雙性戀者與跨性別者的英文首字母縮略字。許多國家，尤其是西方國家，已經通過了採取措施減輕針對性少數群體的歧視，包括制定反同性戀仇恨罪行和職場歧視的法律。一些國家還合法化了同性婚姻或民事結合，以賦予同性伴侶與異性伴侶享有相同的保護和福利。2011年，聯合國通過了其第一項承認LGBT權利的決議《日惹原則》，2015年，美國所有州都合法化了同性婚姻。

### 哲学家

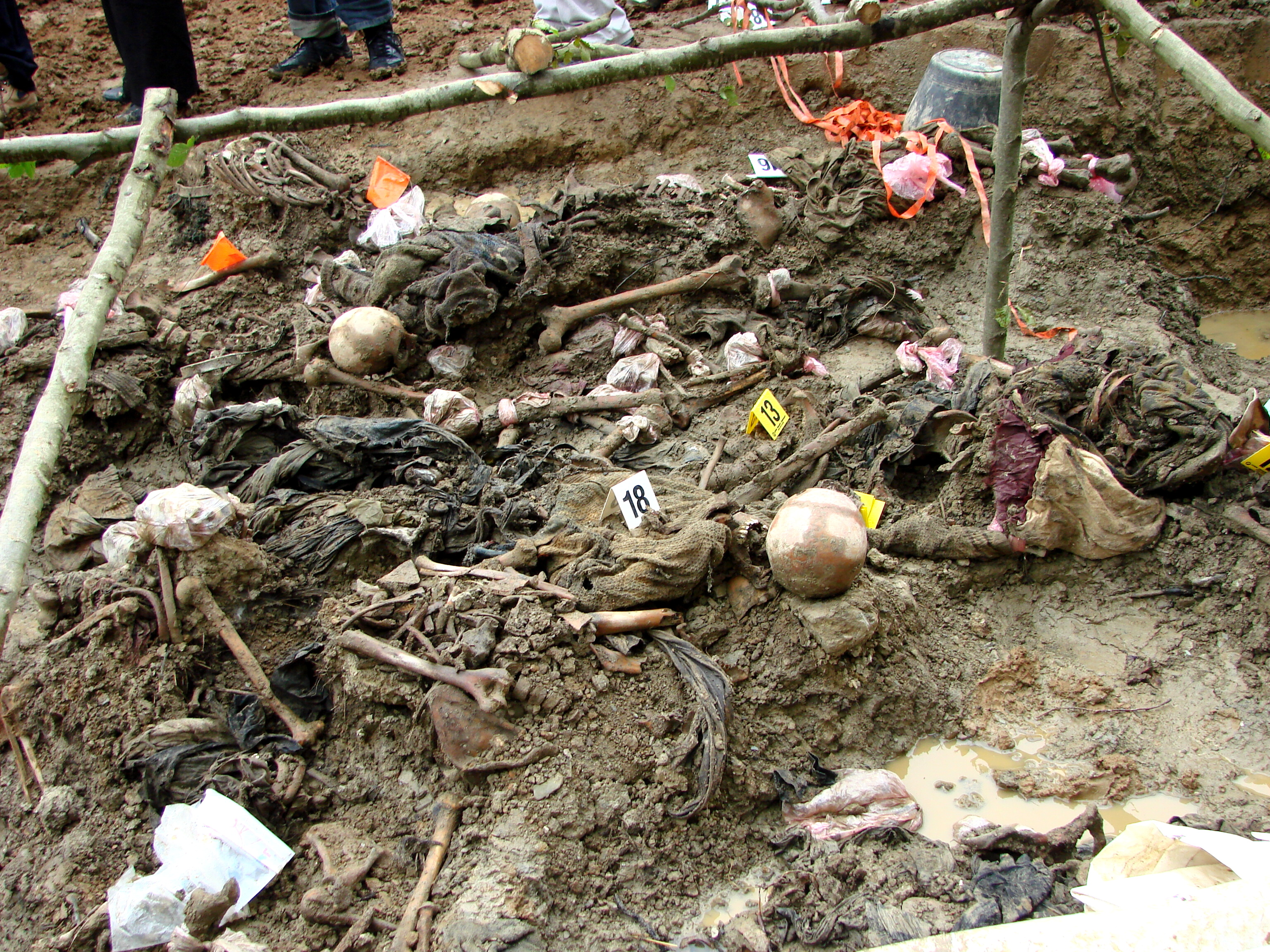
波斯尼亚人穆斯林被屠杀的斯雷布雷尼察屠杀事件发生的乱葬坑

迫害穆斯林是贯穿伊斯兰教历史的一个反复出现的现象。迫害可以指不正当的逮捕、监禁、殴打、酷刑或处决。它还可以指没收或毁坏财产，或煽动仇恨穆斯林。
迫害可以超越那些认为自己是穆斯林的人，包括那些被其他人视为穆斯林的人，也可以包括被其他穆斯林视为非穆斯林的穆斯林。[Ahmadiyya]认为自己是穆斯林，但被许多其他穆斯林视为非穆斯林和“异端”。1984年，巴基斯坦政府根据Zia-ul-Haq通过了第XX号法令，禁止艾哈迈迪教徒改宗，并禁止艾哈迈迪教徒自称穆斯林。根据这项法令，任何艾哈迈迪人，无论是口头或书面的，还是直接或间接的明显代表，或像其他穆斯林那样呼吁祈祷，都将被判处最高3年的监禁。由于这些困难，米孜·塔希尔·艾哈迈德（Mirza Tahir Ahmad） 移民到了伦敦。

### 遗传病患者

#### 白化病患者
基于白化症的迫害通常基于一种观念，即白化病患者在皮肤中的黑色素浓度较低，被认为是次等的。因此，白化病患者经常遭受迫害，被杀害和肢解，甚至挖出并亵渎白化病人的坟墓。在一些地区，人们因为认为他们带来“厄运”而被排斥甚至被杀害。海地也有将白化病患者视为受诅咒的悠久历史，尤其是在弗朗索瓦“帕帕杜”杜瓦列尔的影响下。

#### 自闭症患者
自闭症谱系障碍患者在整个历史和当今时代通常都是迫害的受害者。在喀麦隆，患有自闭症的儿童通常被指控为巫术，并被单独挑出来遭受酷刑甚至死亡。
此外，据推测，在纳粹德国的行动 T4期间被谋杀的许多残疾儿童可能患有自闭症，使自闭症患者成为大屠杀的第一批受害者。

### 青少年
- 豫章书院事件

豫章书院修身教育专修学校是在中华人民共和国江西省南昌市，一间用以接收管教存在叛逆行为的青少年的学校，其前身是2007年建立的一家名为“龙悔学校”的戒网瘾学校和2011年年底成立的豫章书院德育学校，简称豫章书院。有学生称该学校以礼仪教育为主，并指控学校设有一系列体罚规则来管理学生。高压的规则甚至将逼迫学生自杀，这严重损害了他们的身心健康。此教育机构引发了舆论广泛关注。2017年底，该校已主动申请停止办学。相关责任人亦受到刑罚。
- 衡水桃城中学事件

2022年2月12日，一位自称是衡水市桃城中学网友在新浪微博爆料学校存在多项违规行为，包括严苛的日程安排、体罚和辱骂学生，引起社会关注。

## 反製
迫害被普世認為是侵犯人權的罪行。包括世界人權宣言、賦稅人權宣言在內的多項人權理念或宣言均對迫害行為予以譴責及挑戰。被迫害者也可能會進行抗爭以抵抗迫害。

### 法律

#### 国际法
作为纽伦堡原则的一部分，危害人类罪是国际法的一部分。纽伦堡原则第六条规定
根据国际法，以下所列罪行应作为犯罪予以处罚：

...
(c)危害人类罪：
：谋杀、灭绝、奴役、驱逐和对任何平民人口进行的其他不人道行为，或基于政治、种族或宗教理由进行的迫害，在执行任何危害和平罪或任何战争罪或与之有关的情况下实施此类行为或进行此类迫害。
...

在纽伦堡审判中担任检方律师的特尔福德·泰勒写道：“在纽伦堡战争罪审判中，法庭回绝了检方将此类‘国内’暴行作为‘危害人类罪’纳入国际法范围的几次努力。 后来的几项国际条约纳入了这一原则，但其中一些条约取消了纽伦堡原则中对“任何危害和平罪或任何战争罪”的限制。
对111个国家具有约束力的《国际刑事法院罗马规约》第7.1条界定了危害人类罪。该条将某些行为定为犯罪行为，这些行为“是在知情的情况下对任何平民进行的广泛或有系统的攻击的一部分”。这些措施包括：
(h)对任何可识别的群体或集体在政治、种族、民族、族裔、文化、宗教、性别方面的迫害或在本款提及的任何行为[例如谋杀、灭绝、奴役、驱逐、监禁、酷刑、性暴力、种族隔离和其他不人道行为]或法院管辖范围内的任何罪行方面，国际法普遍认为不允许的其他理由。

### 组织

#### 国际人权协会
国际人权协会（ISHR）是一个国际性的非政府、非营利性的人权组织，参与欧盟理事会，其任务是推动落实联合国1948年国际人权宣言。最早成立于1972年，后来在奥地利、瑞士、英国、法国成立分布，至今已发展至35国家分会及附属机构

#### 联合国
联合国（法语：Organisation des Nations unies，缩写作 ONU；英语：United Nations，缩写作 UN 或 U.N.），是一个由主权国家组成的政府间国际组织，致力于促进各国在国际法、国际安全、经济发展、社会进步、人权、公民自由、政治自由、民主及实现持久世界和平方面的合作。
创立联合国的另一个目的就是维护人权。第二次世界大战中所发生的惨无人道的大屠杀与种族灭绝令国际社会认识到，新的国际组织必须防止在未来发生类似的事件。早期的目标是建立一个法律框架，以讨论并回应有关侵犯人权方面的投诉。

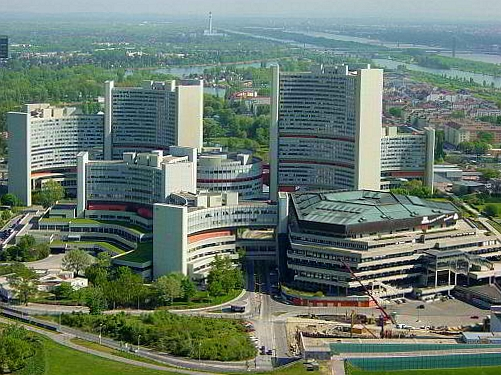
位於維也納的聯合國機構大廈

創立聯合國的另一個目的就是維護人權。第二次世界大戰中所發生的慘無人道的大屠殺與種族滅絕令國際社會認識到，新的國際組織必須防止在未來發生類似的事件。早期的目標是建立一個法律框架，以討論並回應有關侵犯人權方面的投訴。
《聯合國憲章》要求其成員國尊重人權，並應為維護人權採取聯合或單獨行動。《世界人權宣言》1948年被聯合國大會確認為是世界各國應該遵守的人權標準。聯合國大會也經常就人權問題進行討論。大會下屬的聯合國人權理事會是聯合國內的人權機構，主要就人權問題進行調查並提供協助。

#### 国际特赦组织
国际特赦组织（英语：Amnesty International，缩写为AI；又称为大赦国际），是一个国际非政府组织，总部位于英国伦敦，致力于推动全球人权事业的发展，在全球拥有大约七百万成员及支持者。该组织的工作方针是对人权状况进行调研，采取相应行动，寻求终结各种侵犯人权的行为，并且为那些遭受迫害的人们伸张正义。

## 參閱
- 人權
- 政治迫害
- 鎮壓
- 歧視
- 種族主義
- 殖民主義
- 帝國主義
- 極權主義
- 司法迫害
- 诽谤
- 歧视
- 压迫
- 被害妄想
- 庇护权
- 社会失败
- 社会排斥
- 瑜伽士#迫害